# I Symfonia (Rachmaninow)
I Symfonia d-moll op. 13 – pierwsza symfonia skomponowana przez Siergieja Rachmaninowa. Powstawała od stycznia do sierpnia 1895 (fragment w 1891). Została opatrzona mottem z Anny Kareniny. Dedykowana Anne Aleksandrownej Ładyżenskiej.
Utwór, którego premiera odbyła się pod dyrekcją Aleksandra Głazunowa w 1897 w Petersburgu, został skrytykowany przez Nikołaja Rimskiego-Korsakowa i Césara Cui.
Partytura kompozycji zaginęła po wyjeździe Rachmaninowa z Rosji w grudniu 1917. Jej część została odnaleziona w 1944. Wersja zrekonstruowana ukazała się drukiem w 1947 nakładem wydawnictwa Muzgiz

## Budowa
(źródło)
1. Grave—Allegro non troppo (d-moll)
2. Allegro animato (F-dur)
3. Larghetto (B-dur)
4. Allegro con fuoco (D-dur)